# Лэрд Драм
«Лэрд Драм» (англ. The Laird o Drum; Child 236, Roud 247) — шотландская народная баллада, которая сложилась относительно поздно и была довольно известной. Её первые записи относятся к середине XVIII века, позднее среди прочих собирателей фольклора её записывал Джордж Ритчи Кинлох. Фрэнсис Джеймс Чайлд в своём собрании приводит шесть вариантов баллады.
На русский язык балладу перевёл Асар Исаевич Эппель.

## Сюжет
Лэрд Драм в поле встречает молодую крестьянскую девушку и предлагает ей выйти за него замуж. Та полагается на волю отца, который с готовностью даёт своё благословление. Драм с будущей женой приезжают к воротам замка, где их встречают дворяне. Они недовольны низким происхождением невесты, но Драм отметает все их доводы, упоминая свою первую, знатную жену, которая была примечательна своим богатством, но не человеческими качествами. Он вводит девушку в своё жилище и после свадьбы, лёжа на брачном ложе, уверяет ту в безусловной любви с его стороны.
Реальные события, лежащие в основе баллады, имели место во второй половине XVII века, что указывает на то, что в это время создание народных баллад всё ещё продолжалось. Замок Драм находится приблизительно в 10 милях к западу от Абердина. Александр Ирвин, лэрд о Драм, в 1643 году женился в первый раз, на леди Мэри Гордон. Она была дочерью маркиза Хантли и племянницей маркиза Аргайла. Драм был сторонником Стюартов, что стало источником политических разногласий между ним и семьёй жены и в итоге привело к разводу. Второй раз он женился приблизительно в 1681 году, когда ему было 62 или 63 года, на 16-летней крестьянской девушке по имени Маргарет Куттс.  За небольшое время хождения в устной традиции произошла легендаризация мотива: исчезла политическая подоплёка брака, и остался посыл о том, что любовь преодолевает все сословные различия. Лэрд о Драм ушёл из жизни в 1687 году, а его жена (выйдя замуж второй раз, за одного из родственников покойного супруга) прожила до 1710 года.